# Сингх, Бикрам
Бикрам Сингх (англ. Bikram Singh; род. 19 июля 1952, Амритсар, Восточный Пенджаб) — индийский военный деятель, генерал, начальник штаба вооружённых сил Индии.

## Биография
31 марта 1972 года Бикрам Сингх вступил в ряды вооружённых сил Индии. В течение последних четырёх десятилетий он занимал различные командно-штабные должности в индийской армии.
Бикрам Сингх занимал пост заместителя командующего силами ООН по поддержанию мира в Демократической Республике Конго. Также он был наблюдателем от ООН в Никарагуа и Сальвадоре в начале 1990-х годов.
Генерал-лейтенант Бикрам Сингх с отличием окончил Военный колледж армии США в американском штате Пенсильвания. Принимал участие в Каргильской войне с Пакистаном.